# Дули, Шон
Шон Дули (англ. Shaun Dooley; род. 30 марта 1974; Барнсли, Йоркшир, Англия, Великобритания) — британский актёр театра и кино.

## Биография
Шон Дули родился в Барнсли, графство Йоркшир в 1974 году. Он хотел стать ветеринаром, но из-за плохих результатов экзаменов пошёл в актёры. В 1992—1995 годах он учился в театральной школе в Манчестере, в 1997 году дебютировал в кино. Первую известность ему принесла роль эпатажного надзирателя Грега в четвёртом и пятом сезонах сериала «Отбросы». В 2019 году Дули сыграл короля Фольтеста в первом сезоне сериала «Ведьмак» от американской компании Netflix.
Дули женат с 1998 года на Полли Кэмерон, в этом браке родились четверо детей.

## Фильмография
| Год       |    | Русское название                  | Оригинальное название                          | Роль                   |
| --------- | -- | --------------------------------- | ---------------------------------------------- | ---------------------- |
| 1997—1998 | с  | Улица Коронации                   | Coronation Street                              | Ричи Фитцджеральд      |
| 1998      | с  | Дэлзил и Пэскоу                   | Dalziel and Pascoe                             | Роберт Пэскоу          |
| 2001—2004 | с  | Жители Ист-Энда                   | Eastenders                                     | преподобный Том Стюарт |
| 2006      | с  | Чисто английское убийство         | The Bill                                       | Харви Тэйлор           |
| 2008      | ф  | Райское озеро                     | Eden Lake                                      | Джон                   |
| 2011      | ф  | Экстрасенс                        | The Awakening                                  | Малкольм МакНэйр       |
| 2012      | ф  | Женщина в чёрном                  | The Woman in Black                             | трактирщик Фишер       |
| 2012—2013 | с  | Отбросы                           | Misfits                                        | надзиратель Грег       |
| 2014      | с  | Из рода волков                    | Wolfblood                                      | Кинкейд                |
| 2019      | ф  | Опасные секреты                   | Official Secrets                               | охранник Джон          |
| 2019      | с  | Джентльмен Джек                   | Gentleman Jack                                 | Джеремайа Роусон       |
| 2019      | с  | Ведьмак                           | The Witcher                                    | король Фольтест        |
| 2020      | с  | Незнакомка                        | The Stranger                                   | Даг Трипп              |
| 2021      | с  | Это грех                          | It's a Sin                                     | Клайв Тоузер           |
| 2021      | с  | Гранчестер                        | Grantchester                                   | Джонни Ричардс         |
| 2023      | с  | Чёрное зеркало                    | Black Mirror                                   | Лен Фишер              |
| 2023      | ф  | Солтберн                          | Saltburn                                       | Джефф Квик             |
| 2024      | ф  | Криминальное прошлое              | Criminal Record                                | сержант Ким Кардуэлл   |
| 2024      | мф | Властелин колец: Война рохирримов | The Lord of the Rings: The War of the Rohirrim | Фрека                  |